# SpaceWire
SpaceWire és una xarxa de comunicacions de naus espacials basada en part en l'estàndard de comunicacions IEEE 1355. Està coordinat per l'Agència Espacial Europea (ESA) en col·laboració amb agències espacials internacionals com la NASA, JAXA i RKA. Dins d'una xarxa SpaceWire, els nodes es connecten mitjançant enllaços sèrie de punt a punt de baix cost, de baixa latència, dúplex complet i encaminadors d'encaminament veriforme de commutació de paquets. SpaceWire cobreix dues (física i d'enllaç de dades) de les set capes del model OSI per a comunicacions.

## Arquitectura

### Capa física
La modulació i els formats de dades de SpaceWire generalment segueixen la part de codificació data strobe - senyalització final diferencial (DS-DE) de l'IEEE Std 1355-1995. SpaceWire utilitza comunicació asíncrona i permet velocitats entre 2 Mbit/s i 200 Mbit/s, amb una velocitat de senyalització inicial de 10 Mbit/s. DS-DE està ben afavorit perquè descriu modulació, formats de bits, encaminament, control de flux i detecció d'errors al maquinari, amb poca necessitat de programari. SpaceWire també té taxes d'error molt baixes, comportament del sistema determinista i electrònica digital relativament simple. SpaceWire va substituir els antics controladors diferencials PECL a la capa física de IEEE 1355 DS-DE per senyalització diferencial de baixa tensió (LVDS). SpaceWire també proposa l'ús de connectors de 9 pins qualificats per a l'espai.

### Capa d'enllaç
Cada caràcter transferit comença amb un bit de paritat i un bit de bandera de control de dades. Si el senyalador de control de dades és de 0 bits, segueix un caràcter LSB de 8 bits. En cas contrari, un dels codis de control, inclòs el final del paquet (EOP).

### Capa de xarxa
Els marcs de dades de xarxa tenen el següent aspecte:
| Byte d'adreça | Byte d'adreça. . . | ID del protocol | Dades del marc |

S'utilitzen un o més bytes d'adreça per a l'encaminament. Les adreces són físiques (0-31) o lògiques. La diferència és que les adreces físiques s'eliminen de la capçalera de la trama durant l'encaminament, que s'utilitza per a l'encaminament basat en salts (basat en la ruta especificada a la trama mateixa). Les adreces lògiques també es poden suprimir, depenent de la configuració de l'encaminador.

### Usos
SpaceWire s'utilitza a tot el món. El seu ús va començar principalment en projectes de l'ESA, però actualment és utilitzat per la NASA, JAXA, RKA i moltes altres organitzacions i empreses. Alguns projectes de la NASA que l'utilitzen inclouen el James Webb Space Telescope, el Burst Alert Telescope de Swift, el Lunar Reconnaissance Orbiter, LCROSS, el Geostationary Operational Environmental Satellite (GOES-R) i el SCaN Testbed, conegut anteriorment com a Comunicacions, Navegació i Xarxes. Banc de proves reconfigurable (CoNNeCT). També ha estat seleccionat pel Departament de Defensa dels Estats Units per a l'espai de resposta operativa. Les iniciatives de SpaceWire s'estan coordinant entre diverses agències espacials en el marc de CCSDS per tal d'estendre el seu model de comunicació a les capes de xarxa i transport del model OSI.